# Luca Vildoza
Luca Vildoza (Mar del Plata, 11 agosto 1995) è un cestista argentino con cittadinanza italiana.

## Carriera

### Argentina
Cresciuto nel Club Atlético Quilmes di Mar del Plata, Luca ha esordito nella seconda serie argentina nel 2011, risultando uno dei massimi protagonisti per la promozione nel 2013.
Nel luglio 2013 dello stesso anno viene convocato al Campus "NBA Without Borders in Latin America" con i 50 migliori giocatori Under-18 del continente e in cui ha vinto la gara del tiro da 3 punti. Dopo aver saltato gran parte della stagione 2013-14 per un brutto infortunio (frattura di ulna e radio, nel 2014-15 chiude la stagione con una media di 11,7 punti, 1,8 assist e 2,3 rimbalzi in 22,6 minuti di gioco che gli valgono una chiamata in Europa.

### Spagna
Nell'agosto 2016 è stato acquistato dal Saski Baskonia (Lega ACB), che lo ha prestato per una stagione al Quilmes prima d'aggregarlo alla squadra verso la fine della stagione 2016-17.
Nonostante avesse davanti due leggende come Jayson Granger e Marcelinho Huertas, già nella prima stagione si guadagna dei minuti nella rotazione di Pedro Martínez, rivelandosi una figura molto importante per l'accesso ai Play-Off di Eurolega. Nella stagione 19-20, è diventato campione dell'Endesa League con il Baskonia dopo aver battuto in finale il Barcellona, vincendo il titolo di MVP delle finali, chiuse con 17 punti, 2 assist e 4 rimbalzi di media.

### NBA
Nonostante al Draft 2017 non fosse stato scelto, il 6 maggio 2021 ha firmato un contratto coi New York Knicks non riuscendo tuttavia, per questioni legate ai protocolli anti-Covid, mai a esordire. Complice un infortunio alla caviglia, il 3 ottobre dello stesso anno Vildoza è stato tagliato: il suo contratto prevedeva un esborso totale di 13 milioni di dollari l'anno, ma soltanto se avesse fatto parte del roster a inizio della regular season (prevista per il 21 ottobre).

## Nazionale
Nel 2012 ha esordito con la Nazionale Argentina Under U17 e successivamente nell'Under 19, saltando però i Mondiali di categoria a causa di una doppia frattura a entrambi i polsi rimediata in una sfortunata giocata in un match di precampionato contro l'Independiente de Tandil.
Nel 2013 è stato convocato per i Mondiali Under 19 disputati in Repubblica Ceca ma non ha potuto partecipare a causa di una distorsione.
Nel 2014 ha partecipato con la squadra senior argentina ai Giochi ODESUR svoltisi in Cile, diventando campione e facendo parte della Preselezione dei Giocatori in vista dei Mondiali di basket FIBA 2014, ma alla fine non è stato tra i 12 selezionati.
Nel 2015 ha fatto parte della squadra che ha partecipato ai Giochi panamericani 2015, giungendo al quinto posto. Vildoza ha giocato solo per il quinto e il sesto posto e ha contribuito con 9 punti, 2 rimbalzi, 1 assist e 1 rimbalzo in 16 minuti di gioco. Una settimana dopo ha preso parte agli allenamenti della preselezione per il Campionato americano FIBA 2015.
Nel 2019 è stato una delle basi della Nazionale argentina che ha vinto la medaglia d'oro ai Giochi panamericani di Lima. Inoltre, è stato una delle basi della squadra che ha vinto la medaglia d'argento ai Mondiali in Cina quell'anno. Nell'estate del 2021 ha fatto parte della squadra che ha partecipato ai Giochi Olimpici di Tokyo 2020, terminata al settimo posto.

## Statistiche

### NBA

#### Playoffs
| Anno     | Squadra         | PG | PT | MP  | TC%  | 3P%  | TL% | RP  | AP  | PRP | SP  | PP  |
| -------- | --------------- | -- | -- | --- | ---- | ---- | --- | --- | --- | --- | --- | --- |
| 2022     | Milwaukee Bucks | 7  | 0  | 2,4 | 33,3 | 20,0 | -   | 0,3 | 0,6 | 0,3 | 0,0 | 0,7 |
| Carriera | Carriera        | 7  | 0  | 2,4 | 33,3 | 20,0 | -   | 0,3 | 0,6 | 0,3 | 0,0 | 0,7 |

### Eurolega
| Anno       | Squadra        | PG  | PT | MP   | TC%  | 3P%  | TL%  | RP  | AP  | PRP | SP  | PP   |
| ---------- | -------------- | --- | -- | ---- | ---- | ---- | ---- | --- | --- | --- | --- | ---- |
| 2017-2018  | Saski Baskonia | 24  | 2  | 13,2 | 42,2 | 41,2 | 69,6 | 1,2 | 2,0 | 0,5 | 0,1 | 4,5  |
| 2018-2019  | Saski Baskonia | 34  | 17 | 22,5 | 40,3 | 37,2 | 87,9 | 2,3 | 3,8 | 1,1 | 0,1 | 9,1  |
| 2019-2020  | Saski Baskonia | 16  | 7  | 23,1 | 38,2 | 28,8 | 100  | 1,9 | 3,2 | 1,1 | 0,4 | 7,1  |
| 2020-2021  | Saski Baskonia | 32  | 18 | 25,2 | 42,1 | 38,8 | 76,1 | 2,0 | 3,5 | 1,6 | 0,1 | 10,2 |
| 2022-2023  | Stella Rossa   | 29  | 24 | 24,2 | 41,6 | 35,5 | 90,1 | 2,5 | 3,9 | 1,4 | 0,1 | 12,6 |
| 2023-2024† | Panathīnaïkos  | 28  | 5  | 14,9 | 38,5 | 36,6 | 76,2 | 1,5 | 1,5 | 0,6 | 0,0 | 5,7  |
| 2024-2025  | Olympiakos     | 33  | 10 | 17,7 | 40,3 | 36,8 | 82,4 | 1,5 | 2,7 | 0,7 | 0,1 | 4,8  |
| Carriera   | Carriera       | 196 | 83 | 20,2 | 40,7 | 36,7 | 84,1 | 1,9 | 3,0 | 1,0 | 0,1 | 7,9  |

## Palmarès

### Squadra
- Campionato spagnolo: 1

Saski Baskonia: 2019-2020
- Campionato serbo: 1

Stella Rossa: 2022-2023
- Campionato greco: 2

Panathinaikos: 2023-2024
Olympiakos: 2024-2025
- Coppa di Serbia: 1

Stella Rossa: 2023
- Supercoppa greca: 1

Olympiakos: 2024
- Eurolega: 1

Panathinaikos: 2023-24

### Individuale
- Liga ACB MVP finali: 1

Saski Baskonia: 2019-20